# Tantilla yaquia
Espèce
Synonymes
- Tantilla bogerti Hartweg, 1944

Statut de conservation UICN

 LC  : Préoccupation mineure
Tantilla yaquia  est une espèce de serpents de la famille des Colubridae.

## Répartition
Cette espèce se rencontre :
- au Mexique dans les États de Sonora, de Sinaloa, de Nayarit et du Chihuahua ;
- aux États-Unis dans le sud-est de l'Arizona et dans le Nouveau-Mexique.

## Publication originale
- Smith, 1942 : A resume of Mexican snakes of the genus Tantilla. Zoologica, vol. 27, p. 33-42.